# Richard Gere
Richard Tiffany Gere (Filadélfia, 31 de agosto de 1949) é um ator americano.

## Biografia
Richard Gere é filho de um fazendeiro metodista que se tornou vendedor de seguros, cresceu ao lado dos quatro irmãos numa fazenda próxima a Syracuse (Estado de Nova Iorque). Ganhou uma bolsa como ginasta para estudar filosofia na Universidade de Massachusetts e apresentou-se em bandas de rock.
Deu início à carreira teatral em musicais da Broadway e passou dois anos em Londres. De volta a Nova Iorque, fez papéis dramáticos e estreou no cinema em Report to the Commissioner (1975). Em seus três primeiros filmes de destaque (Cinzas no Paraíso, 1978, Gigolô Americano, 1980, e A Força do Destino, 1982), interpretou personagens inicialmente destinados a John Travolta, que os recusou.

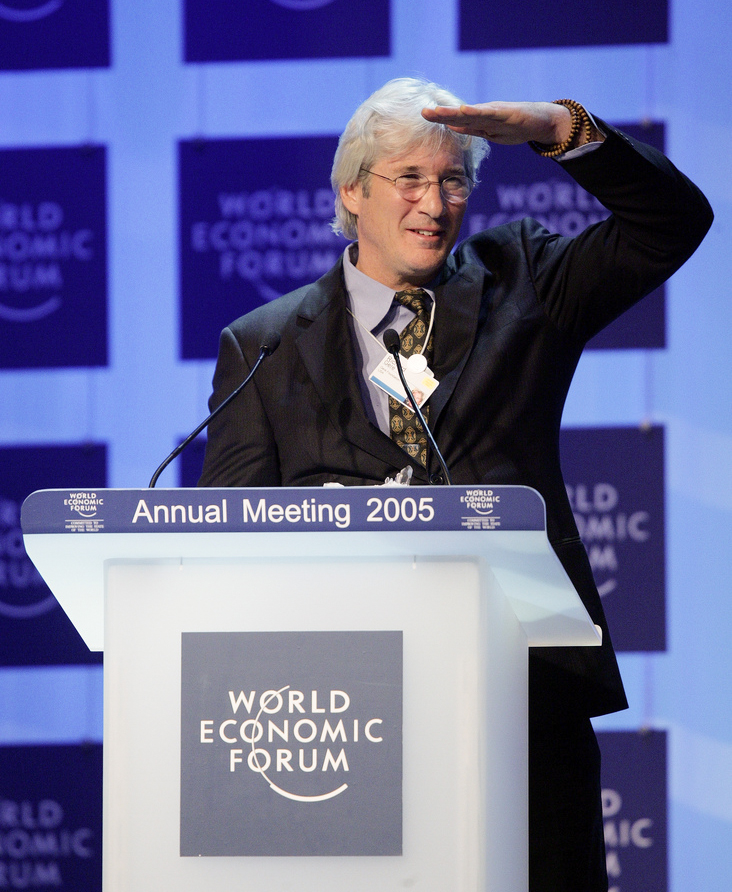
Gere no World Economic Forum, em 2007.

Retornou à Broadway para atuar em Bent (1979) e, durante os anos 80, não foi muito feliz na escolha dos filmes que estrelou. Foi apenas com Justiça Cega e Uma Linda Mulher, ambos de 1990, que recuperou seu prestígio.
Trabalhou em seguida com o diretor japonês Akira Kurosawa (Rapsódia em Agosto, 1991) e contracenou com estrelas como Kim Basinger e Uma Thurman (Desejos, 1992), Lena Olin (Mr. Jones, 1993), Jodie Foster (Sommersby, 1993) e Sharon Stone (Intersection, 1994). Estima-se que seu cachê seja atualmente de US$ 8 milhões.
Foi casado com a artista plástica brasileira Sylvia Martins e com a modelo Cindy Crawford. Teve romances com Diane von Fürstenberg, com a atriz Penelope Milford e com a produtora Dawn Steel. Depois de separar-se de Cindy, foi visto com a modelo britânica e aspirante a atriz Laura Bailey. Desde 2014 mantém um romance com Alejandra Silva, os dois possuem um filho nascido em fevereiro de 2019.
Converteu-se ao budismo, tornou-se vegetariano e está ligado a causas ligadas à paz, aos direitos humanos e aos direitos dos animais em todo o mundo. Entre os projetos que contam com seu apoio, está o Oásis para a Paz, uma cidade criada conjuntamente por judeus e palestinos em território israelense, como forma de provar que a convivência pacífica entre os dois povos é possível.
Gere fez um comercial com a atriz brasileira Carolina Ferraz em 2008. Ferraz foi aos Estados Unidos para gravar o filme. O comercial foi para um produto da empresa Niely cosméticos, embalado pela canção que é tema do filme mais conhecido da carreira de Gere, Uma Linda Mulher. É a primeira vez que Gere faz um comercial para uma empresa de cosméticos do Brasil.

## Filmografia

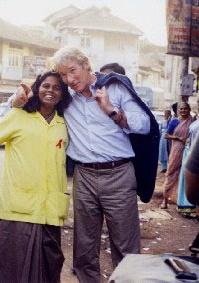
Gere em 2006.

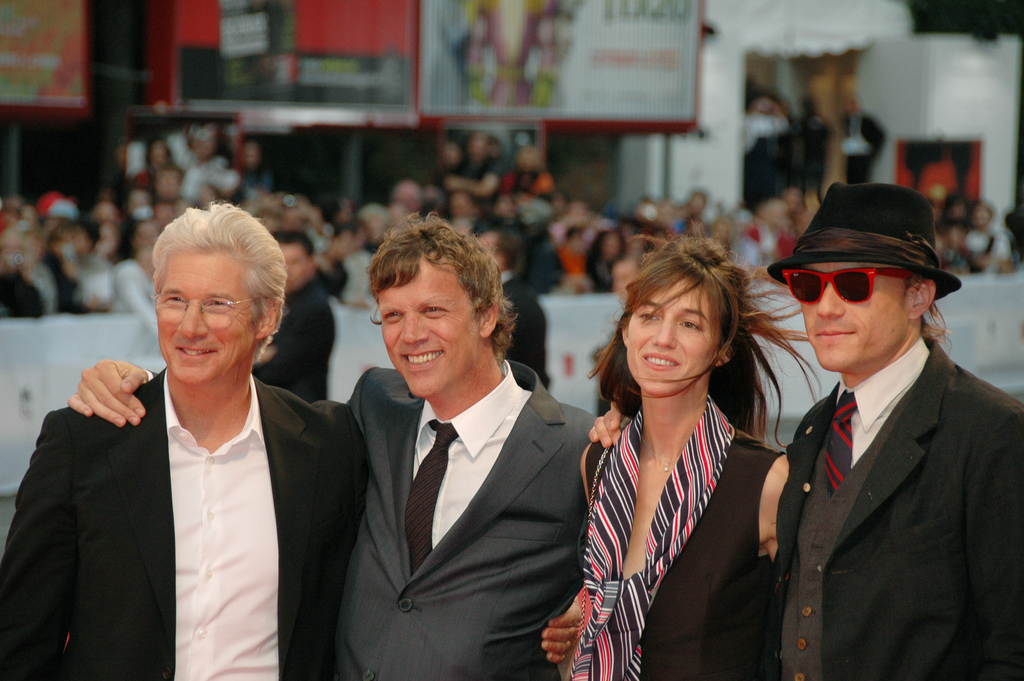
Gere com o elenco de Não estou lá: Todd Haynes, Charlotte Gainsbourg e Heath Ledger.

| Ano  | Título                                                        | Papel                        | Notas                     |
| ---- | ------------------------------------------------------------- | ---------------------------- | ------------------------- |
| 1975 | Report to the Commissioner                                    | Billy                        |                           |
| 1977 | Looking for Mr. Goodbar                                       | Tony Lo Porto                |                           |
| 1978 | Bloodbrothers                                                 | Thomas Stony De Coco         |                           |
| 1978 | Days of Heaven                                                | Bill                         | David di Donatello        |
| 1979 | Yanks                                                         | Matt Dyson                   |                           |
| 1980 | American Gigolo                                               | Julian Kaye                  |                           |
| 1982 | An Officer and a Gentleman                                    | Zack Mayo                    |                           |
| 1983 | The Honorary Consul                                           | Dr. Eduardo Plarr            |                           |
| 1983 | Breathless                                                    | Jesse Lujack                 |                           |
| 1984 | The Cotton Club                                               | Dixie Dwyer                  |                           |
| 1985 | King David                                                    | David                        |                           |
| 1986 | No Mercy                                                      | Eddie Jillette               |                           |
| 1986 | Power                                                         | Pete St. John                |                           |
| 1988 | Miles from Home                                               | Frank Roberts, Jr.           |                           |
| 1990 | Pretty Woman                                                  | Edward Lewis                 |                           |
| 1990 | Internal Affairs                                              | Dennis Peck                  |                           |
| 1991 | Rhapsody in August                                            | Clark                        |                           |
| 1992 | Final Analysis                                                | Dr. Isaac Barr               |                           |
| 1993 | Mr. Jones                                                     | Mr. Jones                    |                           |
| 1993 | Sommersby                                                     | John Robert 'Jack' Sommersby |                           |
| 1993 | And the Band Played On                                        | The Choreographer            |                           |
| 1994 | Intersection                                                  | Vincent Eastman              |                           |
| 1995 | First Knight                                                  | Lancelot                     |                           |
| 1996 | Primal Fear                                                   | Martin Vail                  |                           |
| 1997 | The Jackal                                                    | Declan Joseph Mulqueen       |                           |
| 1997 | Red Corner                                                    | Jack Moore                   |                           |
| 1999 | Runaway Bride                                                 | Ike Graham                   |                           |
| 2000 | Dr. T & the Women                                             | Dr. T                        |                           |
| 2000 | Autumn in New York                                            | Will Keane                   |                           |
| 2002 | Chicago                                                       | Billy Flynn                  |                           |
| 2002 | Unfaithful                                                    | Edward Sumner                |                           |
| 2002 | The Mothman Prophecies                                        | John Klein                   |                           |
| 2004 | Dança Comigo? (Shall We Dance)                                | John Clark                   |                           |
| 2005 | Bee Season                                                    | Saul Naumann                 |                           |
| 2006 | The Hoax                                                      | Clifford Irving              |                           |
| 2006 | The Hunting Party                                             | Simon                        |                           |
| 2006 | I'm Not There                                                 | Bob Dylan como Billy The Kid |                           |
| 2006 | The Flock                                                     | Agent Erroll Babbage         |                           |
| 2008 | Nights in Rodanthe                                            | Dr. Paul Flanner             |                           |
| 2009 | Amelia                                                        | George Putnam                |                           |
| 2009 | Sempre ao Seu Lado (Hachiko: A Dog's Story)                   | Parker Wilson                |                           |
| 2010 | Atraídos pelo Crime                                           | Eddie Dugan                  |                           |
| 2011 | Codinome Cassius 7                                            | Paul Shepherdson             |                           |
| 2012 | A Negociação (Arbitrage)                                      | Robert Miller                |                           |
| 2013 | Movie 43                                                      | Chefe                        | Segmento "iBabe"          |
| 2014 | Cosmos: A Spacetime Odyssey                                   | Clair Cameron Patterson      | Episódio "The Clean Room" |
| 2014 | Henry & Me                                                    | Henry                        |                           |
| 2015 | The Second Best Exotic Marigold Hotel                         | Guy Chambers                 |                           |
| 2015 | The Benefactor                                                | Franny                       |                           |
| 2016 | Norman: The Moderate Rise and Tragic Fall of a New York Fixer | Norman Oppenheimer           |                           |
| 2017 | The Dinner                                                    | Stan Lohman                  |                           |
| 2017 | Three Christs                                                 | Dr. Allan Stone              |                           |
| 2023 | Maybe I Do                                                    | Howard                       | [ 6 ]                     |
| 2024 | Oh, Canada                                                    | Leonard Fife                 | [ 7 ]                     |
| 2024 | Longing                                                       | Daniel                       | [ 8 ]                     |

## Prêmios e indicações
| Ano  | Trabalho                   | Prêmio                                                                       | Resultado |
| ---- | -------------------------- | ---------------------------------------------------------------------------- | --------- |
| 1979 | Days of Heaven             | David di Donatello Award for Best Foreign Actor                              | Venceu    |
| 1983 | An Officer and a Gentleman | Globo de Ouro de melhor ator em filme dramático                              | Indicado  |
| 1984 | The Honorary Consul        | Nastro d'Argento Award for Best Foreign Actor                                | Indicado  |
| 1986 | King David                 | Framboesa de Ouro de pior ator                                               | Indicado  |
| 1991 | Pretty Woman               | Globo de Ouro de melhor ator em comédia ou musical                           | Indicado  |
| 1994 | And the Band Played On     | Emmy do Primetime de melhor ator coadjuvante em minissérie ou telefilme      | Indicado  |
| 1997 | Red Corner                 | National Board of Review Freedom of Expression Award                         | Venceu    |
| 2000 | Runaway Bride              | Blockbuster Entertainment Award for Favorite Actor - Comedy/Romance          | Indicado  |
| 2001 | Dr. T & the Women          | Satellite Award de melhor ator coadjuvante no cinema                         | Indicado  |
| 2001 | Autumn in New York         | Framboesa de Ouro: Pior Dupla ou Elenco (compartilhado com Winona Ryder)     | Indicado  |
| 2003 | Chicago                    | Broadcast Film Critics Association Award for Best Cast                       | Venceu    |
| 2003 | Chicago                    | Globo de Ouro de melhor ator em comédia ou musical                           | Venceu    |
| 2003 | Chicago                    | Prémio Screen Actors Guild para melhor elenco em cinema                      | Venceu    |
| 2003 | Chicago                    | Phoenix Film Critics Society Award for Best Cast                             | Indicado  |
| 2003 | Chicago                    | Prémio Screen Actors Guild de melhor ator em cinema                          | Indicado  |
| 2003 | Chicago                    | Teen Choice Award: Melhor Vilão em Filme                                     | Indicado  |
| 2005 | Shall We Dance             | Teen Choice Award for Choice Movie: Dance Scene (shared with Jennifer Lopez) | Indicado  |
| 2007 | The Hoax                   | Satellite Award for Best Actor – Motion Picture                              | Indicado  |
| 2008 | I'm Not There              | Independent Spirit Robert Altman Award                                       | Venceu    |
| 2013 | Arbitrage                  | Globo de Ouro de melhor ator em filme dramático                              | Indicado  |